# Sunrise Adams
Sunrise Adams (Saint Louis, Missouri, 1982. szeptember 14. –) amerikai pornószínésznő.
Fiatalon sokat kosarazott és focizott. Adams elhagyta Texast és Los Angelesbe költözött. 2004-ben AVN Award díjat nyert.

## Válogatott filmográfia
| - Cum Shots 10 (2007) (V) - Sex Addict (2007) (V) - Fantasy All-Stars 2 (2006) (V) - What Happens Between My Tits Stays Between My Tits (2006) (V) - I Love Sunrise (2006) (V) - Fantastic 4 on the Floor (2006) (V) - Cum Shots 9 (2006) (V) - Scorpio Rising (2005) (V) - Best Butts in the Biz (2005) (V) - Best Deep Throat on the Planet (2005) (V) - Hot Blondes Rock My Cock (2005) (V) - Take That! The Biggest Pop Shots of Deep Throat This 2 (2005) (V) | - Kick Ass Chicks 22: Superstars (2005) (V) - Jenna Does Carmen (2005) (V) - Maneater (2004) (V) - Young Hot and Horny Girls 2 (2004) (V) - 100% Blowjobs 29 (2004) (V) - Sunrise Adams & Friends (2004) (V) - Sentenced (2004) (V) - The Contestants (2004) (V) - Last Girl Standing (2004/I) (V) - Skin Trade (2004) (V) - Debbie Does Dallas: East vs. West (2004) (V) - Over Her Head (2004) (V) |